# Шлирзе (озеро)

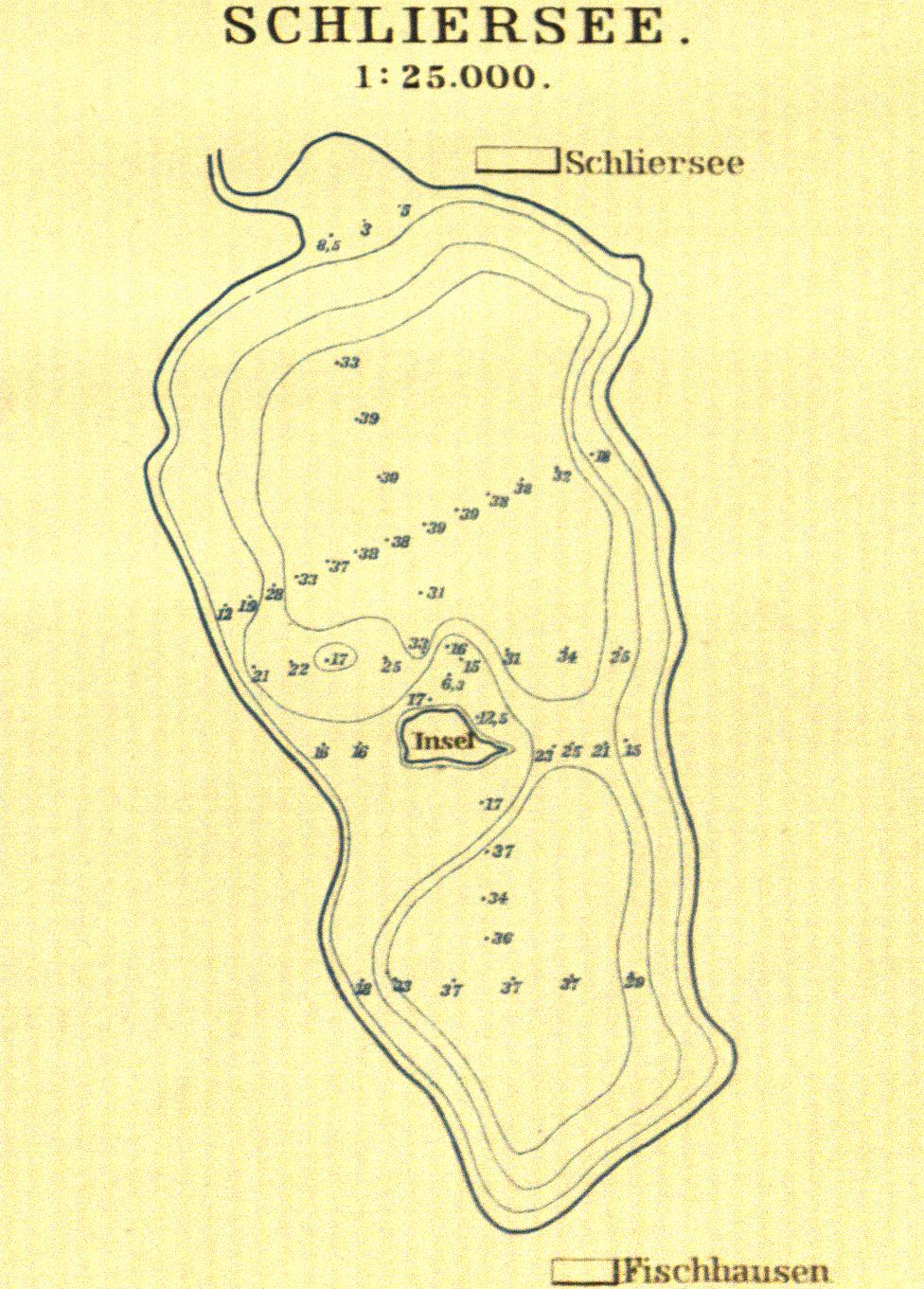
Батиметрическая карта озера Шлирзе 1885 года. Масштаб: 1:25 000

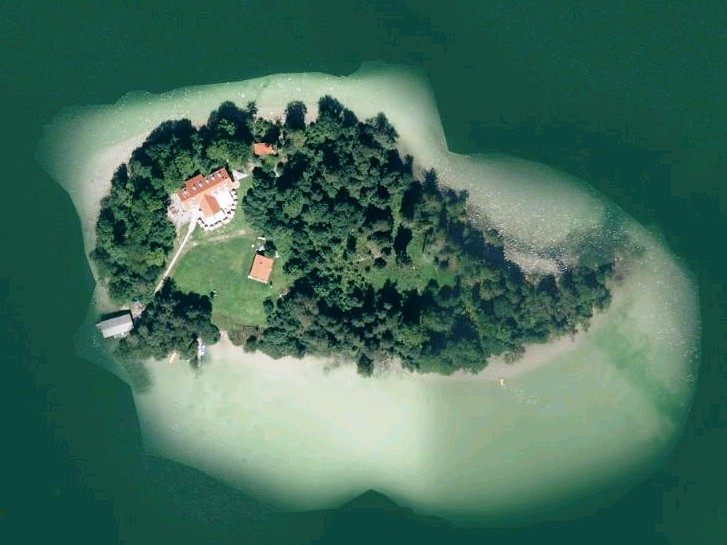
Вид на остров Вёрт

Шли́рзе (нем. Schliersee) — озеро в Баварских Альпах на юге Германии. Располагается в пяти километрах севернее озера Шпитцингзе, на территории одноимённой общины района Мисбах на юге Баварии. С северной стороны к озеру прилегает одноимённый населённый пункт, с других — Брайтенбах, Крайнсберг, Оберлайтен, Фишхайзен.
Площадь водной поверхности — 2,22 км², максимальная глубина — 40,5 м, объём — 53,13 млн м³, площадь водосборного бассейна — 27,15 км².
Шлирзе расположено на высоте 777 метров над уровнем моря, в центре озера находится остров Вёрт. На севере из озера берёт исток река Шлирах.